# Правило Шмідта
Правило Шмідта (англ. Schmidt's rule) — подвійний хімічний зв'язок зміцнює сусідній з ним одинарний хімічний зв'язок, але ослаблює наступний одинарний. Наприклад, вільнорадикальний розпад алкенів найлегше відбувається в алільній позиції.